# Pszczyna
Pszczyna (in tedesco: Pleß) è un comune urbano-rurale polacco del distretto di Pszczyna, nel voivodato della Slesia.
Ricopre una superficie di 174,01 km² e nel 2006 contava 49 831 abitanti.

## Geografia fisica
Gli abitanti di tutto il comune diventano 50 121 considerando le frazioni incluse, che sono: Brzeźce (1 041), Czarków (1 852), Ćwiklice (2 569), Jankowice (2 591), Łąka (2 729), Piasek (3 252), Poręba (924), Rudołtowice (1 111), Studzionka (2 176), Studzienice (1 612), Wisła Mała (1 323) e Wisła Wielka (2 114).
La superficie totale di 174,09 km² include 94,66 km² di terre coltivate e 51,27 km² di foreste.

## Storia
Fu per secoli il centro del principato di Pless (per un periodo elevato a ducato).
È situata nel voivodato della Slesia dal 1999, mentre dal 1975 al 1998 ha fatto parte del voivodato di Katowice.
Pszczyna è stata sede di un sottocampo del Campo di concentramento di Auschwitz.

## Toponomastica
Il nome di Pszczyna è conosciuto a tutti gli studenti per essere un'eccezione alle regole di scrittura della lingua polacca, che prevede "rz" invece di "sz" dopo la "p".